# Franzenau József
Franzenau József (Nagyág, 1802. március 4. – Kolozsvár, 1862. február 14.) császári és királyi bányatanácsos, a Ferenc József-rend lovagja. Franzenau Ágoston és Franzenau Félix apja.

## Élete
Apja Franzenau Félix bányaigazgató, a polgári nagy arany érdemrend tulajdonosa volt; a gimnáziumot Temesvárott végezte. 1818–1820 közt a bánáti kamarai erdőségeknél erdészetmérnöki gyakornok volt. 1820-ban Selmecbányára, az erdészeti- s bányászati akadémiába ment, ahol 1825-ben végezte szaktanulmányait; azután a nagyszebeni császári és királyi kincstári hivatalnál alkalmazták mint valóságos bányagyakornokot. Később Nagyágra helyezték át, ahol a Ferenc-tárnát és Csertésen a Leopold-aknát bízták rá. 1830-ban az erdélyi bányaviszonyok megvizsgálására kiküldött Grimm József mellé rendelték. 1839-ben helyettes-, 1844-ben valóságos bányanagynak nevezték ki Nagyágon. Több akna és tárna megnyitása, művelése és azok leírása körül szerzett érdemeket: igy a füzesi Barbara-tárna történetét írta le 1847-ben. A nagyági előkészítő bányaiskolának (melyet 1834. szeptember 6. alapítottak) igazgatója volt. Az 1848–49-es forradalom és szabadságharc után neki köszönhető, hogy Nagyág elkerülte a megtorlást. Az osztrák kormány a Ferenc József rend lovagkeresztjével jutalmazta meg, később bányatanácsossá és a kolozsvári bánya- és erdészeti császári és királyi kincstári igazgatóságnál előadóvá nevezték ki. Tagja volt a bécsi zoológiai- és botanikai társaságnak, valamint a hazai többi természettudományi társulatoknak is.
A természettudományok terén különös előszeretettel foglalkozott a lepketannal (Lepidopterológia); az általa gyűjtött 2300 lepke-példányt az Erdélyi Nemzeti Múzeum vette meg 1200 aranyforintért. A gyűjtemény a kolozsvári Állattani Múzeumban található.

## Munkái
Cikkei a Verhandlungen und Mittheilungen des siebenbürgischen Vereines für Naturwissenschaften c. szebeni folyóiratban (I. 1850. Verzeichniss der bis jetzt in Siebenbürgen aufgefundenen Lepidopteren, III. 1852. Lepidopterologische Mittheilung, VII. 1856. Beitrag zur Leidopteren-Fauna Siebenbügens, X. 1859. Lepidopterologische Beiträge.)